# 韓廷偉
韓廷偉（？年—？年），山西平阳府洪洞县人，軍籍。明朝進士、官员。户部尚書韓文之孫。

## 生平
嘉靖元年（1522年）壬午科山西鄉試舉人，二年联捷癸未科礼部会试，未殿试，五年（1526年）登丙戌科第二甲第二十六名進士，授南京户部福建司主事，历升工部郎中，十三年（1534年）出任湖广襄阳府知府，十七年八月升湖广按察司副使。改云南副使，官至太仆寺卿。

## 家族
長孫韩续祖，天啓五年進士。